# Microgale brevicaudata
Microgale brevicaudata is een zoogdier uit de familie van de tenreks (Tenrecidae). De wetenschappelijke naam van de soort werd voor het eerst geldig gepubliceerd door Guillaume Grandidier in 1899.

## Voorkomen
De soort komt voor in noordelijk en westelijk Madagaskar.